# Гексацианокобальтат(III) калия
Гексацианокобальтат(III) калия — неорганическое соединение, комплексная соль металлов кобальта, калия и синильной кислоты с формулой K3[Co(CN)6],
жёлтые кристаллы,
растворяется в воде.

## Физические свойства
Гексацианокобальтат(III) калия образует жёлтые кристаллы
моноклинной сингонии,
параметры ячейки a = 0,84 нм, b = 1,04 нм, c = 0,71 нм, β = 107,35°, Z = 2.
Хорошо растворяется в воде, не растворяется в этаноле.